# Miss Supranacional
O Miss Supranacional (nome original em inglês: Miss Supranational) é um concurso de beleza feminino internacional realizado anualmente desde 2009, quando foi vencido pela representante da Ucrânia, Oksana Moria. Todo ano cerca de 65 candidatas, de todos os continentes, competem pela coroa e a atual detentora do título é Eduarda Braum, do Brasil, eleita em 27 de junho de 2025.  
O país que mais venceu o concurso é a Índia, em 2014 e 2016.

## Contexto

### História
O concurso foi criado por Gerhard Parzutka von Lipinski, da Polônia, sendo organizado através da empresa World Beauty Association SA,com sede no Panamá. A primeira presidente da empresa foi a panamenha Tryny Marcela Yandar Lobón, com Lipinski como produtor executivo e presidente da produtora Nowa Scena. Lipinski, no entanto, se tornou presidente entre 2016 e 2017.   
O Miss Supranational 2020 não foi realizado devido à pandemia de COVID-19, com a tailandesa Anntonia Porsild coroando sua sucessora apenas em 2021.
A World Beauty Association SA e a Nowa Scena também realizam os concursos Mister Supranational e Miss Universo Polônia. 

### Sedes
Os eventos acontecem geralmente na Polônia, mas em 2013 o evento foi realizado em Minsk, na Bielorrússia, e em 2016, foi co-organizado com a cidade de Poprad, na Eslováquia. Tem como TV parceira a Polsat.  

### Polêmica
Em 2013, quando Lipinski afastou um funcionário chamado Carsten Mohr, este fez declarações públicas sobre a propriedade da marca Miss Supranational, alegando ser o dono do concurso e ter o direito ade realizá-lo. Mohr, inclusive, criou uma empresa chamada Associação Mundial da Beleza, com sede em Hong Kong, e organizou um concurso também chamado Miss Supranational em 2014 na Índia, porém de forma virtual, elegendo Jennifer Poleo, da Venezuela. O concurso de Mohr, no entanto, nunca voltou a ser realizado. 

### Coroas
- Coroa de Flores Azuis (2009–2021): avaliada em cerca de US$ 300.000, foi desenhada pelo joalheiro e fabricante de coroas George Wittels, da Venezuela, tendo como a base a prata incrustrada de cristais brancos, diamantes e safiras azuis de tonalidade média. Ao longo dos anos a coroa sofreu diversas modificações, mas manteve os elementos principais do seu desenho original. Foi susbstituída em 2022 pela coroa Supranacional (abaixo), mas voltou a ser usada em 2024.

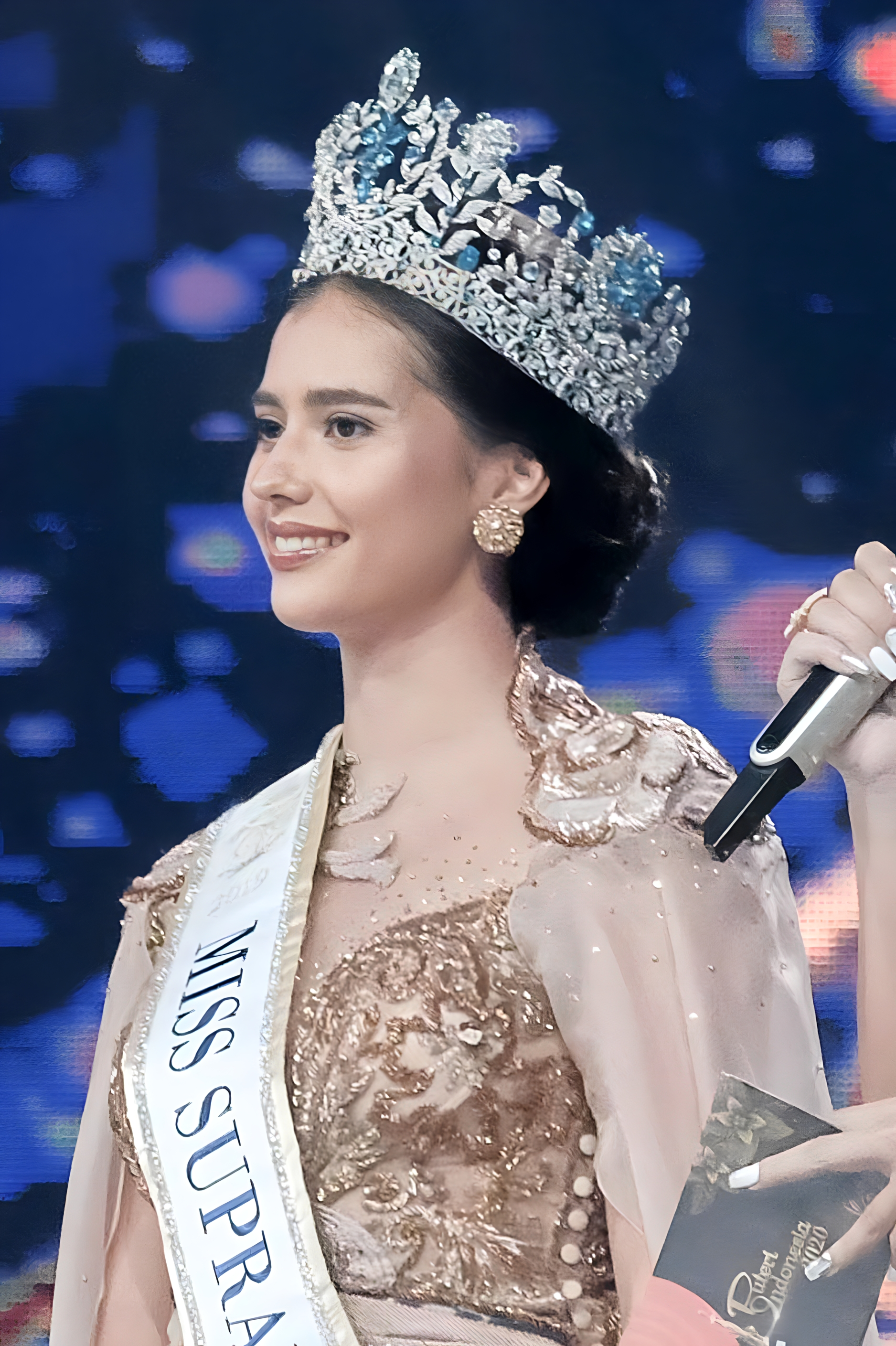
A Coroa Supranacional (2022-2023): foi desenhada pelo joalheiro e fabricante de coroas mexicano Ricardo Patraca para representar o lema do concurso, Inspirção e Aspiração, tendo como base a prata salpicada de cristais brancos, diamantes e safiras em tons de azul suave. A primeira vencedora a receber esta joia foi Lalela Mswane em 2022 e a última, Andrea Aguillera em 2023, tendo a coroa sido substituída pela original em 2024 por não agradar à direção do concurso.
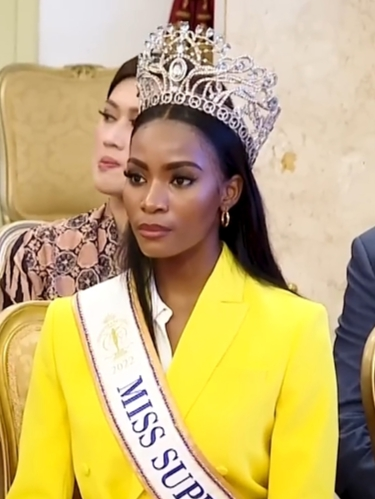
Lalela (2023) com coroa Supranational

- Coroa Branca e Azul (2024 - atual): voltou a ser usada a partir de 2024.  - Anntonia (2020) com a coroa branca e azul
  - Lalela (2023) com coroa Supranational

## Vencedoras recentes
| Ano  | Vencedora                        | 2º lugar                              | 3º lugar                          | Nº de candidatas |
| ---- | -------------------------------- | ------------------------------------- | --------------------------------- | ---------------- |
| 2025 | Eduarda Braum - Brasil           | Anna Valencia Lakrini - Alemanha      | Quishantely Leito - Curaçau       | 66               |
| 2024 | Harashta Haifa Zahra - Indonésia | Jenna Dykstra - Estados Unidos        | Justyna Zednikova - Chéquia       | 68               |
| 2023 | Andrea Aguilera - Equador        | Pauline Cucharo Amelinckx - Filipinas | Sancler Frantz - Brasil           | 65               |
| 2022 | Lalela Mswane - África do Sul    | Praewwanich Ruangthong - Tailândia    | Nguyễn Huỳnh Kim Duyên - Vietname | 69               |
| 2021 | Chanique Rabe - Namíbia          | Karla Guilfú Acevedo - Porto Rico     | Thato Mosehle - África do Sul     | 58               |

## Títulos por país
| Índia         | 2 | 2014, 2016 |
| Brasil        | 1 | 2025       |
| Indonésia     | 1 | 2024       |
| Equador       | 1 | 2023       |
| África do Sul | 1 | 2022       |
| Namíbia       | 1 | 2021       |
| Tailândia     | 1 | 2019       |
| Porto Rico    | 1 | 2018       |
| Coreia do Sul | 1 | 2017       |
| Paraguai      | 1 | 2015       |
| Filipinas     | 1 | 2013       |
| Bielorrússia  | 1 | 2012       |
| Polônia       | 1 | 2011       |
| Panamá        | 1 | 2010       |
| Ucrânia       |   | 2009       |

## Títulos por continentes e regiões
| Continente           | Vitórias | Último título          |
| -------------------- | -------- | ---------------------- |
| Ásia e Oriente Médio | 6        | (2024) - Indonésia     |
| Américas e Caribe    | 5        | (2025) - Brasil        |
| Europa               | 3        | (2012) - Bielorrússia  |
| África               | 2        | (2022) - África do Sul |

## Desempenho do Brasil
| Ano  | Candidata                  | Posição   | Obs                                              |
| ---- | -------------------------- | --------- | ------------------------------------------------ |
| 2025 | Eduarda Braum              | Vencedora |                                                  |
| 2024 | Isadora Murta              | 4º lugar  | Segunda classificação seguida do Brasil no Top 5 |
| 2023 | Sancler Frantz             | 3º lugar  | Primeira classificação do Brasil no Top 5        |
| 2022 | Giovanna Reis              | Top 24    |                                                  |
| 2021 | Deise Benício              | Top 24    |                                                  |
| 2018 | Bárbara Reis               | Top 10    |                                                  |
| 2017 | Thayná Lima                | Top 25    |                                                  |
| 2016 | Clóris Ioanna Jungles      | Top 25    |                                                  |
| 2013 | Raquel Benetti             | Top 20    |                                                  |
| 2011 | Suymara Barreto Parreira   | Top 20    |                                                  |
| 2010 | Luciana Bertolini          | Top 20    |                                                  |
| 2009 | Karine Louise Osorio Pires | Top 15    |                                                  |

Observações
- O Brasil não classificou nos anos de 2012, 2014, 2015 e 2019
- Em 2025 o pais chegou ao Top 5 pela primeira vez, feito que repetiu em 2024, até vencer em 2025
- Em 2020 o concurso não ocorreu por causa da pandemia de covid-19

## Curiosidades
- Anntonia Porsild, eleita em 2019-2020, participou do Miss Universo 2023, no qual foi vice